# آیتون مس
آیتون مس (انگلیسی: Eton mess) یک نوع دسر انگلیسی است که از مخلوط توت فرنگی و مرنگ و خامه تهیه می‌شود.